# ロニー・ヘルストレーム

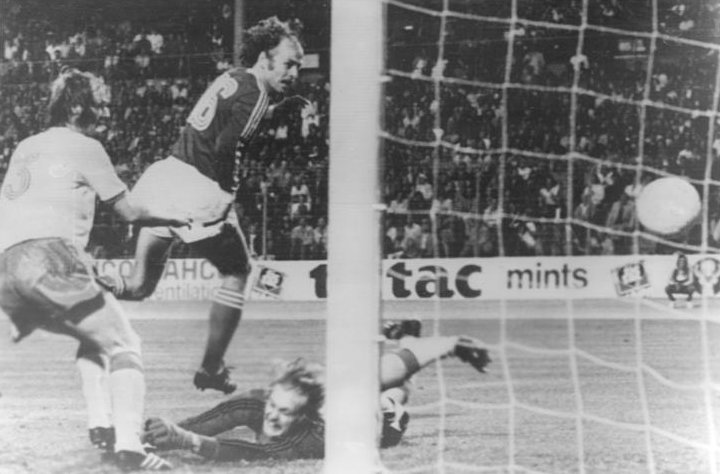
1974 FIFAワールドカップでのヘルストレーム（右下）。中央はポーランドのグジェゴシ・ラトー。

ロニー・ヘルストレーム（Ronnie Carl Hellström, 1949年2月21日 - 2022年2月6日）は、スウェーデン出身の元サッカー選手、サッカー指導者。選手時代のポジションはゴールキーパー。1970年代を代表するゴールキーパーの一人であり、スウェーデン代表として国際Aマッチ77試合に出場した。

## 経歴
ヘルストレームはスウェーデン南部のスコーネ地方にあるマルメで生まれたが、13歳の時に家族と共にストックホルムへ移住した。少年時代からゴールキーパーとしての才能を示すとハンマルビーIFの下部組織に入団し、17歳の時にトップチームに昇格した。一方で当時のスウェーデン国内はプロリーグ化はされておらず、多くの選手は正規の職業との兼業という形でプレーをしセミプロとして少額の報酬を得ていた。ヘルストレームもハンマルビーでのプレーの傍ら、大手の小売りチェーン店の内勤業務に就いていた。
1974年に西ドイツ・ブンデスリーガの1.FCカイザースラウテルンとプロ契約を結んだ。ゴールキーパーのプロ転向はセミプロが主流だったスウェーデンサッカー界において異例のことであり、ブンデスリーガでプレーする初のスウェーデン人選手となった。カイザースラウテルンでは1976年と1981年のDFBポカール準優勝に貢献し、1984年に現役を引退するまで10シーズンに渡ってチームに在籍し、ブンデスリーガ通算266試合に出場した。
スウェーデン代表としては1968年に代表デビューし、1970年にメキシコで開催された1970 FIFAワールドカップ、1974年に西ドイツで開催された1974 FIFAワールドカップ、1978年にアルゼンチンで開催された1978 FIFAワールドカップに出場。西ドイツ大会では同国の2次リーグ進出に貢献するなど国際Aマッチ77試合に出場した。
引退後はスウェーデンへ帰国し、古巣のハンマルビーIFやマルメFFのゴールキーパーコーチを務めたが
、1988年にGIFスンドヴァルで現役復帰を果たし1試合に出場した。
2001年からはドイツのホームセンターチェーンのホルンバッハ社に勤務している。

## 人物
私生活では妻との間に3人の子供をもうけている。息子のエルランド・ヘルストレームは父と同様にサッカー選手を志し、ポジションも同じゴールキーパーを務めた。また、ヘルストレームの父もサッカー選手でゴールキーパーを務めていた。

## 個人タイトル
- グルドボレン：2回 (1971[2], 1978[2])
- スウェーデンサッカー殿堂 (2011[2])